# Ironhide
Ironhide (chiamato anche in Giappone アイアンハイド Ironhide e in Italia Falco) è uno dei membri più attivi della fazione degli Autobots (Autorobot in italiano) di Cybertron durante la prima serie del cartone animato Transformers dei primi anni '80.

## Animazione

### Transformers Generation 1

#### Transformers (serie animata) (1984-1987)
Ironhide/Falco era, tra tutti gli Autobot (Autorobot in italiano), il più impaziente a voler attaccare i Decepticon (Distructor nella versione italiana), infatti preferiva spesso i fatti alle parole. Addetto alla sicurezza della base-astronave Arca, era dotato di grande esperienza in battaglia ed era tra i più potenti Autobot precipitati sulla Terra 4 milioni di anni fa e risvegliatisi nel 1984 con lo scoppio di un vulcano.
La sua modalità veicolo era un mini-van Nissan Vanette di colore rosso ciliegia, che si poteva separare, quando si trasformava, in un modulo d'assalto e nella sua forma di robot, mentre la sua abilità principale era quella di utilizzare una pistola idraulica, fuoriuscente al posto della sua mano dal suo avambraccio, arma che teoricamente poteva generare e sparare un flusso di qualsiasi tipo, dall'idrogeno liquido, all'acido, fino al combustibile infiammabile. Altra sua caratteristica peculiare era quella di avere un rivestimento corazzato realizzato in metallo trithyllium impregnato di fibre di carbonio, cosa che lo rendeva estremamente resistente ad ogni possibile attacco nemico. L’etimologia del suo nome in inglese deriva dalla parola composta “iron” che vuol dire “ferro” e “hide” che significa “pelle”, quindi letteralmente “pelle di ferro” o più semplicemente “pelle dura”, proprio ad indicare la resistenza della sua corazza oltre che del suo carattere. Nel doppiaggio italiano invece venne chiamato "Falco".
Ironhide partecipava con coraggio e abnegazione ad innumerevoli missioni, risultando costantemente in prima linea, nell'intento di sventare i piani dei Decepticon, sempre dediti nei loro tentativi di rubare energia agli esseri umani.

#### Lungometraggio "The Transformers: The Movie" (1986)
L'ultima apparizione di Ironhide/Falco avveniva nel lungometraggio Transformers - The Movie, in cui durante una missione di routine verso la Terra, la sua astronave veniva abbordata dai Decepticon e lui stesso veniva distrutto da Megatron, insieme ai suoi compagni Ratchet/Doc, Prawl/Pantera e Brawn/Cammello.

### Transformers: Trilogia Unicron

#### Transformers: Energon (2004)
Ironhide è un giovane spericolato Autobot che idolatra Hot Shot. È un buon combattente ma, manca la disciplina. Ha più comunemente affinità e capacità di "powerlinx" con Jetfire, diventando la metà inferiore (o superiore) della loro forma combinata. Porta un cannone laser. In modalità veicolare assomiglia ad un Mercedes-Benz W163 blu cobalto.

### Transformers Animated (2007-2009)
Un nuovo Ironhide è apparso nella serie Transformers Animated. Molto simile al suo omonimo della Generation 1, sembra essere una versione ricolorata di Ratchet. Questa versione di Ironhide è molto più giovane e maliziosa della sua controparte originale, venendo spesso mostrato mentre prendeva in giro Bumblebee e Bulkhead durante la loro permanenza nel campo di addestramento per Autobot, e possiede la capacità di ricoprire il suo corpo di una impenetrabile corazza di ferro (da qui lo stesso nome Ironhide, datogli da Sentinel Prime). Durante la serie è un personaggio molto minore, godendo solo di poche apparizioni, ma in vari concept inclusi in The AllSpark Almanac II e in pubblicazioni attinenti il personaggio, se una quarta stagione fosse stata realizzata, sarebbe diventato membro del team di Optimus Prime insieme a Jazz, sostituendo Bulkhead e il deceduto Prowl in riferimento alla versione del team nel film del 2007.
Nella versione giapponese il personaggio è chiamato Armorhide, poiché Bulkhead era già stato rinominato Ironhide in una mossa di marketing.

## Cinema

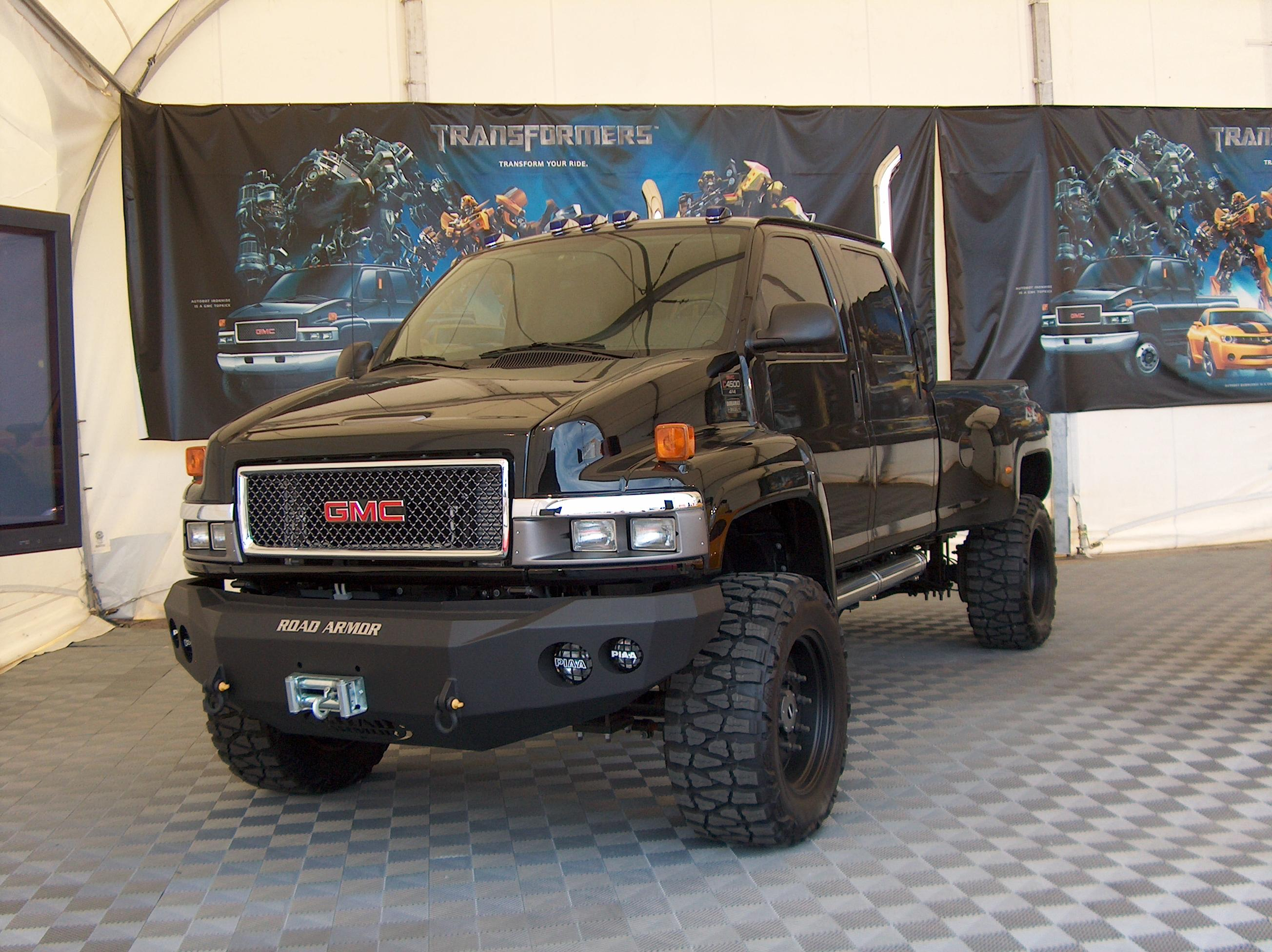
Ironhide (Falco) versione veicolo nel film di Michael Bay

Viene chiamato con il nome originale di Ironhide, quando si trasforma in veicolo ha le sembianze di un Pickup GMC Topkick C4500 nero. Arriva sulla terra insieme a Optimus Prime, Ratchet e Jazz dopo il segnale di Bumblebee per recuperare l'Allspark (Omniscintilla); qui incontra il giovane Sam Witwickey insieme alla sua ragazza Mikaela Banes (Sam è la chiave per arrivare all'Allspark). Rischierà la vita nella battaglia finale nel primo film per proteggere il ragazzo, e in seguito nel secondo film andrà a recuperare il ragazzo nel bel mezzo dello scontro finale per far sì che possa rianimare Optimus Prime. Sopravvive ai primi due capitoli della serie cinematografica, ma nel terzo verrà ucciso da Sentinel Prime che si rivelerà essere un traditore; poiché Sentinel ha utilizzato munizioni acide, egli muore sgretolandosi. Viene indicato da Optimus Prime come specialista in armi e ha la tendenza a mostrarle in qualsiasi occasione, come un vanto, chiedendo spesso anche di poterle usare.